# Ротенберг, Нед
Нед Ротенберг (англ. Ned Rothenberg; 15 сентября 1956, Бостон, Массачусетс) — американский мульти-инструменталист и композитор. Специализируется на деревянных духовых инструментах, включая альт-саксофон, кларнет, бас-кларнет, флейта и сякухати (японская бамбуковая флейта). Особенно известен своей работой в «новой музыке» и свободной импровизации, в расширении словаря звуков инструментов с помощью изощрённой техники (например, он развил возможности игры аккордами на саксофоне).

## Биография
Нед Ротенберг — выпускник Консерватории Оберлина. Он был членом-учредителем (наряду с Дж. Д. Парраном и Робертом Диком) экспериментального трио деревянных духовых инструментов «New Winds».
Являлся лидером ансамблей Double Band, Power Lines и Sync. Живёт и работает в Нью-Йорке с 1978 года.

## Нед Ротенберг в России
- В 1990 году выступил с концертом в Москве, в малом зале «Горбушки»).
- В октябре 1992 года выступал в России и Прибалтике в дуэте с тувинской вокалисткой Саинхо Намчылак.
- В 2006 году принял участие в записи альбома «Девушки поют» российской рок-группы «АукцЫон»[1][2].
- В 2008 году сотрудничал с лучшим диджеем Красноярска Гураль Михаилом.
- В 2009 году выступил в московском Культурном центре «Дом» дуэтом в Владимиром Волковым в концерте «Памяти Николая Дмитриева» (1955—2004).